# Патриарх Иерусалима (латинский обряд)

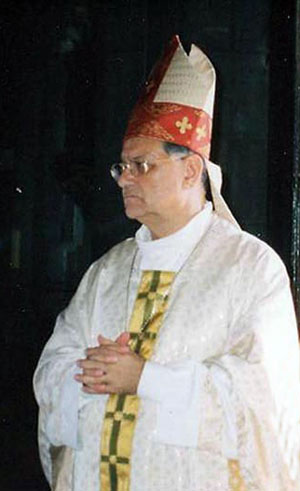
Патриарх Фуад Туаль (2008—2016)

Латинский Патриарх Иерусалима (лат. Patriarchatus Latinus Hierosolymitanus) — титул архиепископа Иерусалима латинского обряда. Митрополия Иерусалима распространяет свою юрисдикцию на всех католиков латинского обряда в Израиле, Палестине, Иордании и на Кипре. Восточные католические церкви (Мелькитская и Маронитская) имеют на этих территориях свои независимые от латинского Патриарха епархии.
В настоящее время один из пяти епископов Римско-католической Церкви латинского обряда, носящих титул патриарха, более характерного для Восточных Церквей (православия и восточнокатолических церквей). Другими являются Патриарх Венеции, Патриарх Лиссабона, Патриарх Восточной Индии и Патриарх Западной Индии.

## Патриархат времёнКрестовых походов
В 1099 году Иерусалим был захвачен участниками Первого Крестового похода, основавшими Иерусалимское королевство, которое просуществовало почти 200 лет. Латинская иерархия была установлена в Иерусалимском королевстве под властью латинского патриарха Иерусалимского. До этого все христиане на Святой земле были на попечении Православного патриарха Иерусалимского. Когда последние остатки Иерусалимского королевства были побеждены мамлюками в 1291 году, латинская иерархия была устранена в Леванте. Однако, Римско-католическая церковь продолжила назначать титулярных патриархов Иерусалима, которые располагались в базилике ди Сан Лоренцо фуори Ле Мура в Риме после 1374 года.
В период существования Иерусалимского королевства латинский патриархат был разделен на четыре митрополии — их главы, носили титулы архиепископа Тира, архиепископ Цезареи, архиепископ Назарета и архиепископа Петры и множества суффраганных епархий. Латинский патриарх управлял Латинским кварталом города Иерусалима (Гроб Господень и непосредственное окружение), и имел как своих прямых суффраганов-епископов Лидды-Рамлы, Вифлеема, Хеврона и сектора Газа, и аббатов Храма, горы Сион и Елеонской горы.

## Современный патриархат

Юрисдикция патриархата

Титул латинского патриарха Иерусалима был восстановлен как действующий пост в 1847 году для епископа Джузеппе Валерга. Латинский патриарх Иерусалима — теперь епархиальный епископ католиков латинского обряда на Святой земле, включая Иорданию и Кипр. С июня 2016 года, когда в отставку в связи с достижением 75-летнего возраста подал патриарх Фуад Туаль, пост патриарха был вакантен. Апостольским администратором патриархата являлся кардинал Пьербаттиста Пиццабалла, с 25 октября 2020 года папой Римским Франциском он назначен латинским Патриархом Иерусалима. Место жительства Патриарха находится в Старом городе Иерусалима, в то время как семинария, которая является ответственной за литургическое образование, в 1936 году была перемещена в Бейт-Джалу, город в 10 км к югу от Иерусалима.

## Список Патриархов Иерусалимских латинского обряда
- Арнульф де Роол (1099);
- Даимберт Пизанский (1099—1102);
- Эремар (1102);
- Даимберт Пизанский (восстановлен) (1102—1107);
- Гиббелен Арльский (1107—1112);
- Арнульф де Роол (восстановлен) (1112—1119);
- Вармунд де Пикиньи (1119—1128);
- Стефан (1128—1130);
- Уильям I Малинский (1130—1145);
- Фульк Ангулемский (1146—1157);
- Амальрик Несль (1157—1180);
- Ираклий (1180—1191).

Иерусалим потерян в 1187 году; резиденция патриарха перенесена в Акру:
- - вакансия (1191—1194);
- Аймаро Монако де Корбицци (1194—1202);
- Соффредо Эррико Гаэтани (1202—1204);
- Альберт Авогадро (1204—1214);
- Рауль Меренкур (1214—1225);
- Жеральд Лозаннский (1225—1238);
  - вакансия (1238—1240), Жак де Витри был назначен, но никогда не служил;
- Робер Нантский (фр., 1240—1254);
- Жак Панталеон Кур-Пале (9 апреля 1255 — 29 августа 1261), будущий папа римский Урбан IV;
- Уильям II Эджен (1261—1270);
- Томас Аньи Косенцский (1271—1277);
- Иоанн Версальский (1278—1279);
- Элихуа (1279—1287);
- Николай Аннапский (1288—1291).

Акра потеряна в 1291; резиденция перемещена на Кипр, а позднее в Рим после 1374; только почётные патриархи до 1847.
- - неизвестно
- Энтони Бек (1306—1311), также князь-епископ Дарема в Англии с 1284 по 1310.
  - неизвестно
- Францисканские кустоды держали титул с 1342 по 1830 по Папской булле Gratiam agimus папы римского Климента VI (если кто-то не был определённо назначен на почётную должность).
- Пётр Палуданус (1329—1342);
- Эли де Набиналь (1342—1348);
- Филипп де Кабассоль (умер 1372);
- Филипп Алансонский (умер 1397);
- Бертран де Шанак (?-1401?);
- Гуго Ланселот де Лузиньян (1424—1442)
  - неизвестно;
- Родриго де Карвахаль (1523—1539);
- Алессандро Фарнезе (27 августа 1539 — 1550);
- Кристофоро Спирити (28 февраля 1550 — 5 ноября 1556);
- Антонио Элио (20 июля 1558 — 1576);
- Джованни Антонио Факинетти де Нуче (12 ноября 1576 — 12 декабря 1583, будущий папа римский Иннокентий IX);
- Шипионе Гонзага (1585—1588);
- Франческо Ченнини де Саламандри (1618—1645);
  - вакансия или неизвестно;
- Камилло Массимо (1653—1677);
- Бандино Панчатики (1689—1698?);
- Франческо Мартелли (1698—1717);
  - неизвестно;
- Винченцо Людовико Готти (1728—1729);
- Помпео Альдрованди (1729—1734);
- Томмазо Червини (1734—1751);
- Томмазо де Монкада (1751—1762);
- Георгиус Мария Ласкарис (1762—1795);
  - вакансия (1795—1800);
- Микеле Ди Пьетро (22 декабря 1800 — 20 сентября 1802);
- Франческо Мария Фенци (1816—1829);
- Огастус Фосколо (1830—1847), позднее латинский патриарх Александрийский, 1847—1860.

Восстановление резиденции латинских патриархов Иерусалима с юрисдикцией в 1847.
- Джузеппе Валерга (1847—1872);
- Джованни Винченцо Бракко (1872—1889);

Восстановлена иерархия латинского патриархата в 1889.
- Луиджи Пьяви (1889—1905);
  - вакансия (1905—1907);
- Филиппо Камассей (1907—1919);
- Луиджи Барлассина (1920—1947);
  - вакансия (1947—1949);
- Альберто Гори (1949—1970);
- Джакомо Джузеппе Бельтритти (1970—1987);
- Мишель Саббах (1987—2008);
- Фуад Туаль (2008—2016);
- кардинал Пьербаттиста Пиццабалла (2020 — по настоящее время).